# Diocesi di Serta
La diocesi di Serta (in latino: Dioecesis Sertensis) è una sede soppressa e sede titolare della Chiesa cattolica.

## Storia
Serta, nell'odierna Algeria, è un'antica sede episcopale della provincia romana della Mauritania Cesariense.
Unico vescovo conosciuto di questa diocesi africana è Saturnino, il cui nome appare al 117º posto nella lista dei vescovi della Mauritania Cesariense convocati a Cartagine dal re vandalo Unerico nel 484; Saturnino era già deceduto in occasione della redazione di questa lista. A questa diocesi Morcelli attribuisce anche il vescovo Sallustio Zertensis, che Mesnage assegna invece ad una sede di Zerta di Proconsolare, che distingue da quella omonima in Numidia.
Dal 1933 Serta è annoverata tra le sedi vescovili titolari della Chiesa cattolica; dal 21 febbraio 2009 l'arcivescovo, titolo personale, titolare è Joseph Spiteri, nunzio apostolico in Messico.

## Cronotassi

### Vescovi residenti
- Saturnino † (prima del 484)

### Vescovi titolari
- Władysław Rubin † (17 novembre 1964 - 30 giugno 1979 nominato cardinale diacono di Santa Maria in Via Lata)
- Giovanni Coppa † (1º dicembre 1979 - 24 novembre 2007 nominato cardinale diacono di San Lino)
- Joseph Spiteri, dal 21 febbraio 2009